# Вислав III
Вислав III (нем. Wizlaw III, также Wizlâv; ок. 1265 — 1268, княжество Рюген — 8 ноября 1325, там же) — князь Рюгена с 1302 по 1325 год, сын князя Вислава II и принцессы Агнессы Брауншвейг-Люнебургской, миннезингер, последний князь Рюгена из династии Виславидов.

## Биография
Вислав III родился около 1265 или 1268 года в княжестве Рюген. Он был первенцем князя Вислава II и принцессы Агнессы Брауншвейг-Люнебургской.
Вероятно, под влиянием родственников по материнской линии, Вислав III получил придворное рыцарское (северогерманское) образование. В Штральзунде он учился у магистра Унгеларде († 1300). В юности Вислав отличался горячим нравом. Известно, что он отстоял покаянный молебен в соборе в Риге после того, как побил купца, попросившего его вернуть долг.
Первое свидетельство о нём в письменном источнике относится к 1283 году. Его имя упоминается в списке донаторов аббатства Нойэнкамп, рядом с именем Вислава II. В 1302 году, после смерти отца, Вислав III взошёл на престол княжества, но был вынужден разделить его с братом, Самбором. Враждебное отношение братьев друг к другу привело к тому, что их подданные в 1304 году заставили их подписать мирное соглашение, в случае нарушения которого подданные получали право выступить против обоих князей. Вскоре после этого Самбор умер, и Вислав III стал единовластным правителем княжества.
Так как он не имел наследников, Эрик VI, король Дании в 1310 году потребовал от своего вассала, в случае пресечения прямой линии Виславидов, оставить престол княжества за правителями Дании, отказав в этом фон Гристам и фон Путбусам, представителям побочных ветвей Рюгенского Дома.
В княжение Вислава III не было особых конфликтов, кроме войны между Данией, Бранденбургом и Ганзой, в которую князь Рюгена был вынужден вступить, как вассал правителей Дании. В 1316 году он принимал участие в неудачной осаде вольного города Штральзунд. Вислав III командовал флотом датчан, осаждавшим город со стороны Балтийского моря. Только в 1317 году он и Штральзунд заключили мирное соглашение, по которому князь получал компенсацию за понесённые военные расходы, а город — большие привилегии.
Спустя два года, после смерти Эрика VI в 1319 году, Вислав III денонсировал, навязанный ему, договор о наследовании и, в случае пресечения прямой линии династии, объявил наследником своего племянника Вартислава IV (1290—1326), сына своей сестры, принцессы Маргариты Рюгенской и Богуслава IV, герцога Померания-Вольгаст.
Вислав III умер 8 ноября 1325 года в княжестве Рюген, тяжело переживая потерю единственного сына и наследника, принца Яромара. На нём пресеклась прямая линия князей Рюгена из династии Виславидов.

## Творчество
Вислав вошёл в историю также как поэт и музыкант, представитель позднего миннезанга. Ему приписываются 14 песен и 13 шпрухов. Музыкально-поэтическое наследие Вислава зафиксировано в Йенском песеннике (около 1330 г.). Как поэт, работал в разных современных ему жанрах, среди которых морализующий и хвалебный шпрух, куртуазные песни (Minnelieder), духовные песни (на библейские темы), альба (Tagelied) и другие. В музыке Вислава (17 его стихотворений сохранились с нотами, они записаны в системе квадратной нотации и вполне поддаются расшифровке) отмечается такое же разнообразие — с одной стороны, необычайно богатые мелизмами мелодии, с другой, непритязательные уличные песенки, одна из которых — в чистой пентатонике. Наиболее известная песня Вислава «Loybere risen» входит в репертуар нынешних ансамблей средневековой музыки.
Некоторые музыковеды оспаривают авторство Вислава III, полагая, что автором стихов и музыки мог быть одноимённый музыкант неизвестного происхождения.

## Потомки
Вислав III был женат дважды: первый раз (до 1305) на Маргарите, о которой известно лишь её имя, и, овдовев, во второй раз (ок. 1310) на Агнессе фон Линдов-Руппин. Первый его брак был бездетным, во втором браке у него родились дочь, принцесса Эуфимия Рюгенская, и долгожданный сын и наследник, принц Яромар (1312 — 24 мая 1325 года), который, однако, умер, не достигнув совершеннолетия.